# Alascospora
Alascospora är ett släkte av svampar. Alascospora ingår i klassen Dothideomycetes, divisionen sporsäcksvampar och riket svampar.